# Richard Haka
Richard Haka (* 1646 in London; † 1705) war ein niederländischer Holzblasinstrumentenmacher und Begründer der Amsterdamer Schule von Instrumentenmachern. Seine Werkstatt stellte Schalmeien, Oboen, Fagotte, Traversflöten und Blockflöten her.

## Leben

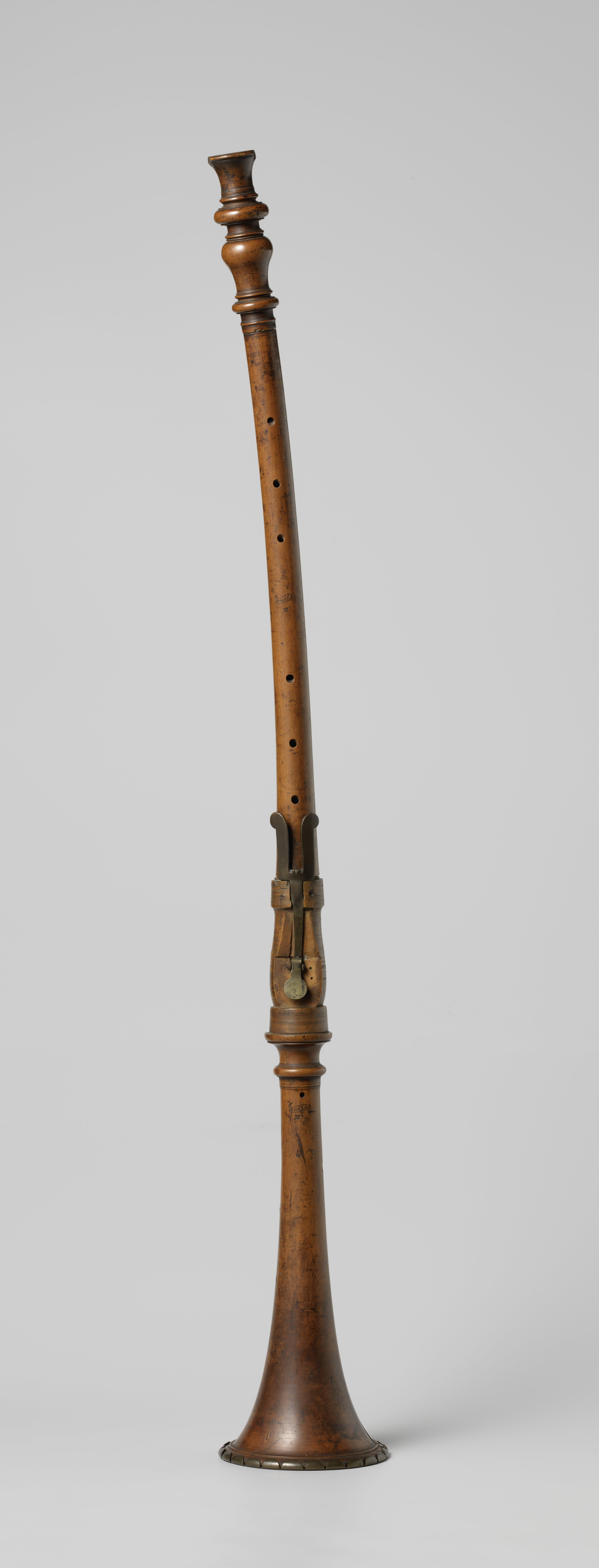
Schalmei von Richard Haka

Richard Haka kam 1646 in London zur Welt als Sohn des Spazierstockmachers Thomas Hakay. Um 1652 siedelte jener über nach Amsterdam, jedoch lebte seine Frau Agnes von 1675 an wieder in London. Für Instrumentenbauer gab es in Amsterdam keine Beschränkungen durch Zunftregeln, was Richard Hakas Weg zum in seinen Tagen ersten und bedeutendsten Instrumentenbauer erleichterte. Daneben war der Friede von Nimwegen ein förderlicher Umstand, mit dem ein Aufschwung für die Kulturschaffenden kam und auch das Musikleben in Amsterdam von 1680 an aufblühte. Man kaufte seine Instrumente in Italien und Schweden, wo selbst die Marine sich 1685 von ihm vierzig Blasinstrumente liefern ließ. Haka hatte Schüler, die zu einem guten Ruf kamen: Abraham van Aardenberg, Jan Steenbergen und sein Neffe Coenraad Rijkel, mit dem er 1700 Streit wegen der Verwendung seines Brandzeichens hatte.